# Michail Schljomowitsch Birman
Michail Schljomowitsch Birman (russisch Михаил Шлёмович Бирман; * 17. Januar 1928 in Leningrad; † 2. Juli 2009) war ein russischer Mathematiker und Hochschullehrer. Er beschäftigte sich unter anderem mit der Funktionalanalysis, partiellen Differentialgleichungen und mathematischer Physik. Insbesondere forschte er auf den Gebieten der Streutheorie, Operatoren in Hilberträumen und der Spektraltheorie von Differentialoperatoren. Zusammen mit Mikhail Zakharovich Solomyak entwickelte er die Theorie der Doppeloperatorintegrale.

## Leben
Birman wurde 1928 in Leningrad (heute St. Petersburg) geboren. Sein Vater war Professor und Spezialist für theoretische Mechanik. Seine Mutter war Schullehrerin. Während des Zweiten Weltkriegs siedelte die Familie nach Swerdlowsk (heute Jekaterinburg). Nach dem Krieg ging die Familie zurück nach Leningrad. Birman studierte an der mathematisch-mechanischen Fakultät der Universität Sankt Petersburg. Er schloss 1950 mit dem Diplom ab. Obwohl Birman zu den besten Studenten gehörte, wurde ihm ein Doktoratsstudium wegen seiner jüdischen Herkunft und der damaligen staatlichen Antisemitismuspolitik verwehrt. 1947 heiratete er Tatjana Petrowna Iljina. 1954 promovierte er doch noch am Bergbau-Institut Leningrad.
1956 trat er der Abteilung für Mathematische Physik an der physikalischen Fakultät der Leningrader Universität bei und unterrichtete dort. 1962 erhielt er einen Sc.D. (Doktor der Wissenschaften) für seine Arbeit The spectrum of singular boundary-value problems. 1974 wurde er als Sprecher für den Internationalen Mathematikerkongress eingeladen, durfte aber aus der Sowjetunion nicht ausreisen.
Birman war Doktorvater für mehr als 20 Studierende, darunter Boris Pawlow und Timo Weidl. Des Weiteren war er Redakteur der russischen Mathematikzeitschriften Algebra i Analyz und Funktionalanalysis und ihre Anwendungen. Er blieb bis zu seinem Tod 2009 in der Abteilung für Mathematische Physik der Universität Sankt Petersburg. Er war Ehrenprofessor dieser Universität.

## Werk
Birman schrieb drei Monographien, sechs Bücher und über 160 wissenschaftliche Arbeiten.

### Wissenschaftliche Publikationen (Auswahl)
- M. Sch. Birman und M. Z. Solomyak: L2-Theory of the Maxwell operator in arbitrary domains. In: Russian Mathematical Surveys. Band 42, Nr. 6, 1987, S. 1–75, doi:10.1070/RM1987v042n06ABEH001505.
- M. S. Birman und M. Solomyak: Double Operator Integrals in a Hilbert Space. In: Integr. equ. oper. theory. Band 47, 2003, S. 131–168, doi:10.1007/s00020-003-1157-8.

### Bücher (Auswahl)
- M. Sch. Birman, N. Ya. Vilenkin, E. A. Gorin et al.: Functional analysis. Hrsg.: Nauka. 1972 (russisch).
- M. Sch. Birman und M. Z. Solomyak: Spectral theory of selfadjoint operators in Hilbert space. Hrsg.: Leningrad. Univ. 1980 (russisch).
- M. Sch. Birman und M. Z. Solomyak: Quantitative Analysis in Sobolev Imbedding Theorems and Applications to Spectral Theory. In: American Mathematical Society (Hrsg.): Amer. Math. Soc. Transl. Ser. 2. Band 114.